# Nepoznatelno
Nepoznatelno (angl. the Unknowable) je ve filosofii Herberta Spencera označení pro zásadně nepoznatelné skutečnosti „za horizontem“, o které se přesto jak vědecké, tak náboženské poznání opírá. Ať už začneme myslet od Stvoření a Stvořitele, anebo od nepoznatelného „substrátu“, z něhož vychází zkušenost a fenomény, vždycky dospějeme k jistotě, že lidské poznání nemůže dál a je pouze relativní. Představa nepoznatelného byla pro Spencera tak základní, že jí začíná první svazek jeho desetisvazkového encyklopedického díla A system of synthetic philosophy. 
Nepoznatelno je tedy jedna z interpretací transhorizontové reality, o níž se – protože je transhorizontová – nedá vědět ani to, že je neznatelná. Zjistit, že něco je neznatelné, by znamenalo proniknout k tomu a dozvědět se to, jenomže v tom případě by již nešlo o transhorizontovou realitu. Dle Spencera nepoznatelno, neznatelná realita, existuje jako metafyzický základ všech věcí a manifestuje se tak v materiálních i duchovních útvarech. V nepoznatelnu se nabízí možnost sblížení náboženství a filozofie. 